# Does This Look Infected?
Does This Look Infected? ist das zweite Studioalbum der kanadischen Punkrock-Band Sum 41. Es erschien am 25. November 2002 bei Mercury/Island.

## Entstehung und Veröffentlichung
Die Aufnahmen für das Album begannen im Sommer 2002. Als Studio wurden die Avatar Studios in New York City, als Produzent Greig Nori gewählt.
Das Album wurde im deutschsprachigen Raum am 25. November 2002 veröffentlicht, einen Tag später erschien das Album in Nordamerika. Die britische Version enthält mit Reign In Pain und WWVII Parts 1 & 2 zusätzlich zwei weitere Titel. Des Weiteren ist Does This Look Infected? das einzige Album der Band, das den Parental-Advisory-Sticker enthielt. Deshalb wurde neben der eigentlichen Version noch ein Album mit zensierten Titeln herausgebracht.

## Titelliste
| #   | Titel                          | Länge |
| --- | ------------------------------ | ----- |
| 1.  | The Hell Song                  | 3:18  |
| 2.  | Over My Head (Better Off Dead) | 2:29  |
| 3.  | My Direction                   | 2:02  |
| 4.  | Still Waiting                  | 2:38  |
| 5.  | A.N.I.C.                       | 0:37  |
| 6.  | No Brains                      | 2:46  |
| 7.  | All Messed Up                  | 2:44  |
| 8.  | Mr. Amsterdam                  | 2:56  |
| 9.  | Thanks for Nothing             | 3:04  |
| 10. | Hyper-Insomnia-Para-Condrioid  | 2:32  |
| 11. | Billy Spleen                   | 2:32  |
| 12. | Hooch                          | 3:28  |

## Rezeption
Von Kritikern wurde das Album meistens nur durchschnittlich bewertet.
Gregory Britsch vergibt auf laut.de 3 von 5 Sterne und schreibt, dass das Album zwar nur durchschnittlich sei, aber Spaß mache.
Auf plattentests.de bekommt das Album 5 von 10 Punkte. Kritiker Sven Cadario meint, dass die Musik zwar nur mäßig sei, sich das Album aber trotzdem irgendwie nett anhöre.
whiskey-soda.de vergibt die Schulnote 2+ und bezeichnet das Album als ein nicht radiotaugliches Zweitwerk, und als ein verflucht gutes Poppunk-Album.
Stephen Thomas Erlewine von allmusic.com vergibt 3 von 5 Sterne und schreibt, dass die Musik nichts neues sei, es sich aber trotzdem nett anhöre.

## Kommerzieller Erfolg

### Chartplatzierungen
| ChartsChartplatzierungen       | Höchstplatzierung | Wochen |
| ------------------------------ | ----------------- | ------ |
| Deutschland (GfK)              | 58 (9 Wo.)        | 9      |
| Österreich (Ö3)                | 49 (10 Wo.)       | 10     |
| Schweiz (IFPI)                 | 17 (17 Wo.)       | 17     |
| Vereinigte Staaten (Billboard) | 32 (27 Wo.)       | 27     |
| Vereinigtes Königreich (OCC)   | 39 (9 Wo.)        | 9      |

| ChartsJahrescharts (2003)      | Platzierung |
| ------------------------------ | ----------- |
| Vereinigte Staaten (Billboard) | 139         |

### Auszeichnungen für Musikverkäufe
| Land/Region                  | Auszeichnungen für Musikverkäufe (Land/Region, Auszeichnung, Verkäufe) | Verkäufe  |
| ---------------------------- | ---------------------------------------------------------------------- | --------- |
| Frankreich (SNEP)            | Gold                                                                   | 100.000   |
| Japan (RIAJ)                 | Platin                                                                 | 200.000   |
| Kanada (MC)                  | Platin                                                                 | 100.000   |
| Schweiz (IFPI)               | Gold                                                                   | 20.000    |
| Vereinigte Staaten (RIAA)    | Gold                                                                   | 500.000   |
| Vereinigtes Königreich (BPI) | Gold                                                                   | 100.000   |
| Insgesamt                    | 4× Gold · 2× Platin ·                                                  | 1.020.000 |